# Dercy
Dercy és un municipi francès situat al departament de l'Aisne i a la regió dels Alts de França. L'any 2007 tenia 387 habitants.

## Demografia

### Població
El 2007 la població de fet de Dercy era de 387 persones. Hi havia 151 famílies de les quals 42 eren unipersonals (21 homes vivint sols i 21 dones vivint soles), 34 parelles sense fills, 50 parelles amb fills i 25 famílies monoparentals amb fills.
La població ha evolucionat segons el següent gràfic:
Habitants censats

### Habitatges
El 2007 hi havia 197 habitatges, 158 eren l'habitatge principal de la família, 16 eren segones residències i 23 estaven desocupats. Tots els 195 habitatges eren cases. Dels 158 habitatges principals, 131 estaven ocupats pels seus propietaris, 24 estaven llogats i ocupats pels llogaters i 2 estaven cedits a títol gratuït; 1 tenia una cambra, 2 en tenien dues, 26 en tenien tres, 45 en tenien quatre i 83 en tenien cinc o més. 123 habitatges disposaven pel capbaix d'una plaça de pàrquing. A 69 habitatges hi havia un automòbil i a 64 n'hi havia dos o més.

### Piràmide de població
La piràmide de població per edats i sexe el 2009 era:
| Homes | Edats   | Dones |
| ----- | ------- | ----- |
| 0     | 95 o +  | 0     |
| 0     | 90 a 94 | 0     |
| 0     | 85 a 89 | 4     |
| 4     | 80 a 84 | 4     |
| 4     | 75 a 79 | 8     |
| 20    | 70 a 74 | 16    |
| 20    | 65 a 69 | 12    |
| 12    | 60 a 64 | 24    |
| 0     | 55 a 59 | 4     |
| 4     | 50 a 54 | 4     |
| 12    | 45 a 49 | 8     |
| 32    | 40 a 44 | 20    |
| 4     | 35 a 39 | 12    |
| 12    | 30 a 34 | 4     |
| 16    | 25 a 29 | 8     |
| 4     | 20 a 24 | 8     |
| 24    | 15 a 19 | 8     |
| 12    | 10 a 14 | 16    |
| 24    | 5 a 9   | 16    |
| 24    | 0 a 4   | 4     |

## Economia
El 2007 la població en edat de treballar era de 218 persones, 152 eren actives i 66 eren inactives. De les 152 persones actives 147 estaven ocupades (91 homes i 56 dones) i 5 estaven aturades (1 home i 4 dones). De les 66 persones inactives 21 estaven jubilades, 13 estaven estudiant i 32 estaven classificades com a «altres inactius».

### Ingressos
El 2009 a Dercy hi havia 154 unitats fiscals que integraven 387 persones, la mediana anual d'ingressos fiscals per persona era de 17.472 €.

### Activitats econòmiques
Dels 4 establiments que hi havia el 2007, 1 era d'una empresa alimentària, 1 d'una empresa de fabricació d'altres productes industrials, 1 d'una empresa de construcció i 1 d'una empresa de transport.
Dels 2 establiments de servei als particulars que hi havia el 2009, 1 era una oficina de correu i 1 paleta.
L'únic establiment comercial que hi havia el 2009 era una fleca.
L'any 2000 a Dercy hi havia 5 explotacions agrícoles.

## Poblacions més properes
El següent diagrama mostra les poblacions més properes.